# Dun Torcuill

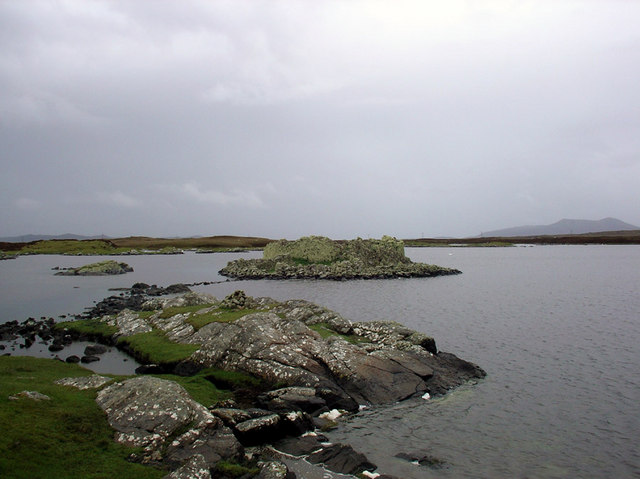
Dun Torcuill

Dun Torcuill (schottisch-gälisch Dùn Torcuill) ist ein Broch am Loch an Duin, einem See auf der Hebrideninsel North Uist in Schottland. Die Anlage ist als Scheduled Monument geschützt.

## Beschreibung
Dun Torcuill liegt auf einer ehemaligen Insel, etwa 30 m südöstlich eines Vorgebirges, auf der Westseite des Loch an Duin, nordwestlich von Lochmaddy. Die Insel ist mit dem Ufer durch einen 1,9 m breiten Damm verbunden. Er erstreckt sich vom Ende des Vorgebirges in einer leichten Kurve nach Südosten. Obwohl baufällig, ist Dun Torcuill das beste Beispiel eines Brochs auf North Uist. 
Der Broch ist aus Trockenmauerwerk gebaut und nimmt den südöstlichen Teil der Insel ein. Die Wände sind leicht einwärts geneigt und reichen im Nordwesten bis zu einer Höhe von etwa 2,7 m und im Süden bis zu 3,0 m. Sie variieren in der Dicke von 2,25 m im Norden und Südwesten, auf 3,0 m im Osten und 3,75 m im Westen und Nordwesten, wo gefallene Trümmer einen Zugang bedecken, der am inneren Ende eine Breite von 1,15 m hat. Das Innere des Brochs, der einen Durchmesser von etwa 11,4 m hat, ist bis zu einer Höhe von 1,2 m mit Steinmaterial angefüllt, das alle Zugänge zu den intramuralen Strukturen verdeckt. Im nördlichen Bogen erfolgt der Zugang zu einem etwa 4,5 m langen Teil einer ebenerdigen Galerie durch ein Loch in der Decke. Die Galerie befindet sich etwa in der Mitte der Wand und ist unten etwa 0,75 m und oben 0,6 m breit. Ihre Decke bildet den Boden einer oberen Galerie, von der ein kurzer Abschnitt bis zu einer Höhe von etwa 1,2 m erhalten ist. Im südöstlichen Segment der Mauer gab es eine 0,8 m breite Treppe. Im südwestlichen Abschnitt lag eine ovale Kammer, die etwa 5,4 m lang, 1,2 m breit und 1,45 m hoch war.
Unmittelbar neben dem Broch befinden sich im nordwestlichen Teil der Insel drei Anbauten von unregelmäßiger Form, die anscheinend späteren Datums sind. Die Strukturen deuten darauf hin, dass der Broch zum Zeitpunkt ihrer Errichtung bereits aufgegeben war. Die eindeutig aus wiederverwendeten Steinen gebauten Nebengebäude haben 1,35 m dicke Wände, aber der Charakter des Mauerwerks unterscheidet sich von dem der Brochkonstruktion. Dass die Anbauten nichts mit der Hauptkonstruktion zu tun hatten, zeigt sich daran, dass am Brochzugang eine Dependance beginnt, die sie erschließt.